# La Carrera (Hoyorredondo)
La Carrera es una localidad española del municipio de Hoyorredondo, perteneciente a la provincia de Ávila, en la comunidad autónoma de Castilla y León.

## Historia
Hacia mediados del siglo XIX el lugar ya pertenecía a Hoyorredondo. Aparece descrito en el quinto volumen del Diccionario geográfico-estadístico-histórico de España y sus posesiones de Ultramar de Pascual Madoz de la siguiente manera:

CARRERA: l. de la prov. y dióc. de Avila (11 leg.), part. jud. de Piedrahita (1), ayunt. y felig. de Hoyoredondo en cuyo pueblo estan incluidas las circunstancias de su localidad, pobl. y  riqueza (V.)
(Madoz, 1846, p. 620)

En 2022, tenía empadronados 9 habitantes.